# Стефано Стураро
Стефано Стураро (на италиански: Stefano Sturaro; роден на 9 март 1993 в Санремо), е италиански футболист, играе като полузащитник и се състезава за италианския Ювентус.

## Клубна кариера

### Дженоа
Роден в Санремо, Стураро започва футболния си път в местния отбор на Санремезе. През 2008 година е забелязан от клуба от област Лигурия Дженоа и преминава в тяхната футболна академия.
След две години в резервния отбор на Дженоа, Стураро е извикан да тренира с първия отбор, а по-късно е пратен под наем в клуба от Серия Б Модена. На 1 декември 2012 година прави своя дебют в професионалния футбол, изигравайки последните 33 минути от мача срещу Новара, който Модена печели с 1-0. Изиграва осем мача за Модена преди да се завърне в Дженоа.
На 25 август 2013 година прави дебюта си в Серия А, след като се появява късно в срещата с Интер, а Дженоа губи с 0-2 като гост. Завършва сезон 13/14 със 16 участия. Първия си гол за Дженоа вкарва на 2 март 2014 година при домакинската победа над Катания.

### Ювентус
На 1 юли 2014 година Стураро преминава в шампиона на Италия Ювентус за сумата от 5,5 милиона евро. Като част от сделката Стураро трябва да остане в Дженоа под наем до края на сезона. На 2 февруари 2015 година е привикан обратно в редиците на Ювентус.
На 5 май 2015 година Стураро дебютира в турнира Шампионска лига срещу Реал Мадрид при домакинската победа с 2-1 на полуфиналите. Първия си гол за Ювентус вкарва на 23 май 2015 година при победата с 3-1 като домакин на Наполи, а Ювентус празнува спечелената по-рано титла за сезон 14/15.
На 8 август 2015 година прави асистенция при победата над Лацио във финала за Суперкупата на Италия.

## Национален отбор
Със състава на Италия до 21 години взима участие на Европейското първенство по футбол до 21 години. Изгонен е в първия мач на Италия срещу бъдещия шампион Швеция до 21 години. Италия губи мача с 2-1, а Стураро е наказан за следващите два мача от груповата фаза.. Италия е елиминирана в груповата фаза.

## Успехи

### Клубни

#### Ювентус
- Серия А: 14/15, 2015/16, 2016/17, 2017/18
- Купа на Италия: 2015, 2016, 2017, 2018
- Суперкупа на Италия: 2015